# ウラギリ
『ウラギリ』は2022年8月5日公開の日本の映画。主演は岡田結実、齊藤英里、監督は中前勇児。

## キャスト
- 岡本加奈子 - 岡田結実[1]
- 岩谷紗理奈 - 齊藤英里[1]
- 大平部長 - 原田龍二
- 高田かおり - 兒玉遥
- 田中健太 - 鳥羽潤
- 鈴木秀人
- 中村エリカ
- 大島主任 - 温水洋一

## スタッフ
- 監督・脚本 - 中前勇児[1]
- 主題歌 - 真夜中の12時「ウラギリ」
- エグゼクティブプロデューサー - 都平聡介
- プロデューサー - 長沼孝、鈴木秀人（手力プロダクション）
- 協力プロデューサー - 酒井翔太郎
- 撮影 - 斑目重友
- 照明 - 町田真佑
- 録音 - 水嶋優太
- 編集 - 鈴木秀人
- 衣装 - 百井豊
- メイク - 天野良美
- 助監督 - 橘志暢、三川岬、志垣霄太朗
- 選曲・効果 - 矢部公英
- 企画製作 - NAVY PICTURES
- 配給 - エムエフピクチャーズ

## エピソード
- 加奈子役の岡田と紗理奈役の齊藤は共に中前監督の強い意向でタバコを吸う演技をすることとなり、人生で初めて喫煙をした[1]。
- 加奈子役の岡田は当初、ネオシーダーで練習をしていたが、体質が合わずにニコチン・タール他の有害物質が含まれている本物の紙巻きたばこに変更したところ「タバコおいしかった、機会があればまたやりたい。」と感想を述べ、中前監督の称賛を受けたが『受動喫煙対策推進キャラクター』としての波紋が広まっている[1][2][3][4][5]。
- 紗理奈役の齊藤はニコチン・タール他の有害物質が含まれている本物の紙巻きたばこで喫煙を演じた結果、中前監督からは「初めてにしては上手。」と称賛を受けた[1]。
- 加奈子役の岡田と紗理奈役の齊藤は共に撮影終了以降、禁煙中であるが中前監督に対して、ネット上では非喫煙者の役者にニコチン・タール他が含まれている本物のタバコを吸わせた中前に対する批判が殺到[1][5]。「子どもに無煙環境を」推進協議会も、タバコの強い依存症や健康への害について言及したうえで、中前監督に再発防止を求める声明を発表した[6]。